# القبيبة (سمورة)
القُبَيبة أو القُبَّة أو (بالإسبانية Alcubilla de Nogales) هي بلدية تقع في مقاطعة سمورة في قشتالة وليون في إسبانيا. وفقًا لتعداد عام 2004 (INE)، يبلغ عدد سكان البلدية 185 نسمة.